# Castillo de Santa Catalina (slott i Spanien, Kanarieöarna)
Castillo de Santa Catalina är ett slott i Spanien.   Det ligger i provinsen Provincia de Santa Cruz de Tenerife och regionen Kanarieöarna, i den sydvästra delen av landet, 1 800 km sydväst om huvudstaden Madrid. Castillo de Santa Catalina ligger 19 meter över havet.
Terrängen runt Castillo de Santa Catalina är varierad. Havet är nära Castillo de Santa Catalina österut.  Närmaste större samhälle är Santa Cruz de la Palma, 0,52 km sydväst om Castillo de Santa Catalina. 